# Арауа
Арауа (порт. Arauá)  —  город и муниципалитет в Бразилии, входит в штат Сержипи. Составная часть мезорегиона Восток штата Сержипи. Входит в экономико-статистический  микрорегион Бокин. Население составляет 11 061 человек на 2006 год. Занимает площадь 194,6 км². Плотность населения — 56,84 чел./км².

## История
Город основан 9 апреля 1870 года. 

## Статистика
- Валовой внутренний продукт на 2004 составляет 34.178.516,00 реалов (данные: Бразильский институт географии и статистики).
- Валовой внутренний продукт на душу населения на 2004 составляет 3.072,50 реалов (данные: Бразильский институт географии и статистики).
- Индекс развития человеческого потенциала на 2000 составляет 0,621 (данные: Программа развития ООН).

## География
Климат местности: тропический.